# هناگهووالا مداگامدا
هناگهووالا مداگامدا (به لاتین: Henagehuwala Medagammedda) یک منطقهٔ مسکونی در سری‌لانکا است که در استان مرکزی (سری‌لانکا) واقع شده‌است.